# Mistrzostwa Afryki w Chodzie Sportowym 2013
Mistrzostwa Afryki w Chodzie sportowym 2013 – zawody lekkoatletyczne rozegrane 19 kwietnia w Bambous na Mauritiusie. Impreza była kolejną w cyklu IAAF Race Walking Challenge w sezonie 2013.

## Rezultaty

### Mężczyźni
| Konkurencja:  | 1. miejsce      | Rezultat | 2. miejsce         | Rezultat | 3. miejsce     | Rezultat |
| Chód na 20 km | Lebogang Shange | 1:28:33  | Hasanajn as-Siba’i | 1:28:40  | Hiszam Mudżbar | 1:32:26  |